# Afrika-Cup 1990/Qualifikation
Insgesamt 35 Mannschaften meldeten sich zur Teilnahme am Afrika-Cup 1990, deren Endrunde in Algerien ausgetragen wurde.
Die Qualifikation ging über drei K.o.-Runden. Sieben Mannschaften traten zur Qualifikation nicht an. Gastgeber Algerien und Titelverteidiger Kamerun waren von den Qualifikationsspielen befreit.

## Qualifikationsspiele

### Vorausscheidung
|                | Ergebnis |                           |
| -------------- | -------- | ------------------------- |
| Äthiopien      |          | Uganda zurückgezogen      |
| Ägypten        |          | Freilos                   |
| Zaire          |          | Freilos                   |
| Sierra Leone   |          | Freilos                   |
| Guinea         |          | Gambia zurückgezogen      |
| Nigeria        |          | Freilos                   |
| Simbabwe       |          | Freilos                   |
| Malawi         |          | Freilos                   |
| Sudan          |          | Freilos                   |
| Kenia          |          | Freilos                   |
| Marokko        |          | Freilos                   |
| Elfenbeinküste |          | Freilos                   |
| Senegal        |          | Freilos                   |
| Togo           |          | Freilos                   |
| Tunesien       |          | Freilos                   |
| Libyen         |          | Mauretanien zurückgezogen |
| Mosambik       |          | Madagaskar zurückgezogen  |
| Sambia         |          | Freilos                   |
| Ghana          |          | Freilos                   |

| Datum   |            | Ergebnis |            |
| ------- | ---------- | -------- | ---------- |
| 1988    | Mauritius  | 3:0      | Seychellen |
| 1988    | Seychellen | 1:0      | Mauritius  |
| Gesamt: | Mauritius  | 3:1      | Seychellen |

| Datum   |           | Ergebnis        |           |
| ------- | --------- | --------------- | --------- |
| 1988    | Tansania  | 1:1             | Swasiland |
| 1988    | Swasiland | 1:1             | Tansania  |
| Gesamt: | Tansania  | 2:2 (1:3 i. E.) | Swasiland |

| Datum   |         | Ergebnis |         |
| ------- | ------- | -------- | ------- |
| 1988    | Liberia | 0:1      | Mali    |
| 1988    | Mali    | 3:0      | Liberia |
| Gesamt: | Liberia | 0:3      | Mali    |

| Datum   |                  | Ergebnis |                  |
| ------- | ---------------- | -------- | ---------------- |
| 1988    | Angola           | 4:1      | Äquatorialguinea |
| 1988    | Äquatorialguinea | 0:0      | Angola           |
| Gesamt: | Angola           | 4:1      | Äquatorialguinea |

| Datum   |              | Ergebnis |              |
| ------- | ------------ | -------- | ------------ |
| 1988    | Gabun        | 3:0      | Burkina Faso |
| 1988    | Burkina Faso | 1:0      | Gabun        |
| Gesamt: | Gabun        | 3:1      | Burkina Faso |

### Erste Hauptrunde
| Datum   |           | Ergebnis |           |
| ------- | --------- | -------- | --------- |
| 1989    | Äthiopien | 1:0      | Ägypten   |
| 1989    | Ägypten   | 6:1      | Äthiopien |
| Gesamt: | Äthiopien | 2:6      | Ägypten   |

| Datum |       | Ergebnis |                            |
| ----- | ----- | -------- | -------------------------- |
| 1989  | Zaire |          | Sierra Leone zurückgezogen |

| Datum   |         | Ergebnis |         |
| ------- | ------- | -------- | ------- |
| 1989    | Guinea  | 1:1      | Nigeria |
| 1989    | Nigeria | 3:0      | Guinea  |
| Gesamt: | Guinea  | 1:4      | Nigeria |

| Datum   |           | Ergebnis |           |
| ------- | --------- | -------- | --------- |
| 1989    | Mauritius | 1:4      | Simbabwe  |
| 1989    | Simbabwe  | 1:0      | Mauritius |
| Gesamt: | Mauritius | 1:5      | Simbabwe  |

| Datum   |           | Ergebnis |           |
| ------- | --------- | -------- | --------- |
| 1989    | Swasiland | 0:2      | Malawi    |
| 1989    | Malawi    | 1:1      | Swasiland |
| Gesamt: | Swasiland | 1:3      | Malawi    |

| Datum   |       | Ergebnis        |       |
| ------- | ----- | --------------- | ----- |
| 1989    | Sudan | 1:0             | Kenia |
| 1989    | Kenia | 1:0             | Sudan |
| Gesamt: | Sudan | 1:1 (5:6 i. E.) | Kenia |

| Datum   |         | Ergebnis  |         |
| ------- | ------- | --------- | ------- |
| 1989    | Mali    | 0:0       | Marokko |
| 1989    | Marokko | 1:1       | Mali    |
| Gesamt: | Mali    | (a)1:1(a) | Marokko |

| Datum   |                | Ergebnis |                |
| ------- | -------------- | -------- | -------------- |
| 1989    | Angola         | 0:2      | Elfenbeinküste |
| 1989    | Elfenbeinküste | 4:1      | Angola         |
| Gesamt: | Angola         | 1:6      | Elfenbeinküste |

| Datum |          | Ergebnis |                      |
| ----- | -------- | -------- | -------------------- |
| 1989  | Senegal  |          | Togo zurückgezogen   |
| 1989  | Tunesien |          | Libyen zurückgezogen |

| Datum   |          | Ergebnis |          |
| ------- | -------- | -------- | -------- |
| 1989    | Mosambik | 0:1      | Sambia   |
| 1989    | Sambia   | 3:0      | Mosambik |
| Gesamt: | Mosambik | 0:4      | Sambia   |

| Datum   |       | Ergebnis        |       |
| ------- | ----- | --------------- | ----- |
| 1989    | Gabun | 1:0             | Ghana |
| 1989    | Ghana | 1:0             | Gabun |
| Gesamt: | Gabun | 1:1 (5:3 i. E.) | Ghana |

### Zweite Hauptrunde
| Datum   |         | Ergebnis |         |
| ------- | ------- | -------- | ------- |
| 1989    | Ägypten | 2:0      | Zaire   |
| 1989    | Zaire   | 0:0      | Ägypten |
| Gesamt: | Ägypten | 2:0      | Zaire   |

| Datum   |          | Ergebnis |          |
| ------- | -------- | -------- | -------- |
| 1989    | Nigeria  | 3:0      | Simbabwe |
| 1989    | Simbabwe | 1:1      | Nigeria  |
| Gesamt: | Nigeria  | 4:1      | Simbabwe |

| Datum   |        | Ergebnis |        |
| ------- | ------ | -------- | ------ |
| 1989    | Malawi | 2:3      | Kenia  |
| 1989    | Kenia  | 0:0      | Malawi |
| Gesamt: | Malawi | 2:3      | Kenia  |

| Datum   |                | Ergebnis |                |
| ------- | -------------- | -------- | -------------- |
| 1989    | Mali           | 2:2      | Elfenbeinküste |
| 1989    | Elfenbeinküste | 3:1      | Mali           |
| Gesamt: | Mali           | 3:5      | Elfenbeinküste |

| Datum   |          | Ergebnis |          |
| ------- | -------- | -------- | -------- |
| 1989    | Senegal  | 3:0      | Tunesien |
| 1989    | Tunesien | 0:1      | Senegal  |
| Gesamt: | Senegal  | 4:0      | Tunesien |

| Datum   |        | Ergebnis |        |
| ------- | ------ | -------- | ------ |
| 1989    | Sambia | 3:0      | Gabun  |
| 1989    | Gabun  | 2:1      | Sambia |
| Gesamt: | Sambia | 4:2      | Gabun  |

Automatisch qualifiziert:
- Kamerun (Titelverteidiger)
- Algerien (Gastgeber)